# Macerata (provins)
Macerata är en provins i regionen Marche i Italien. Macerata är huvudort i provinsen. Provinsen etablerades 1860 när Kungariket Sardinien annekterade området från Kyrkostaten.

## Administrativ indelning
Provinsen Macerata var indelad i 57 comuni (kommuner), efter ändringar den 1 januari 2017 är det 55. Alla kommer finns i lista över kommuner i provinsen Macerata.
Den 1 januari 2017 gick kommunerna Pievebovigliana och Fiordimonte samman i den nya kommunen Valfornace och den tidigare kommuen Acquacanina uppgick i Fiastra.

## Geografi
Provinsen Livorno gränsar:
- i norr mot provinsen Ancona
- i öst mot Adriatiska havet
- i syd mot provinsen Ascoli Piceno
- i väst mot provinsen Perugia